# 戈利比夫 (古西亞京區)
49°21′0″N 25°58′38″E / 49.35000°N 25.97722°E

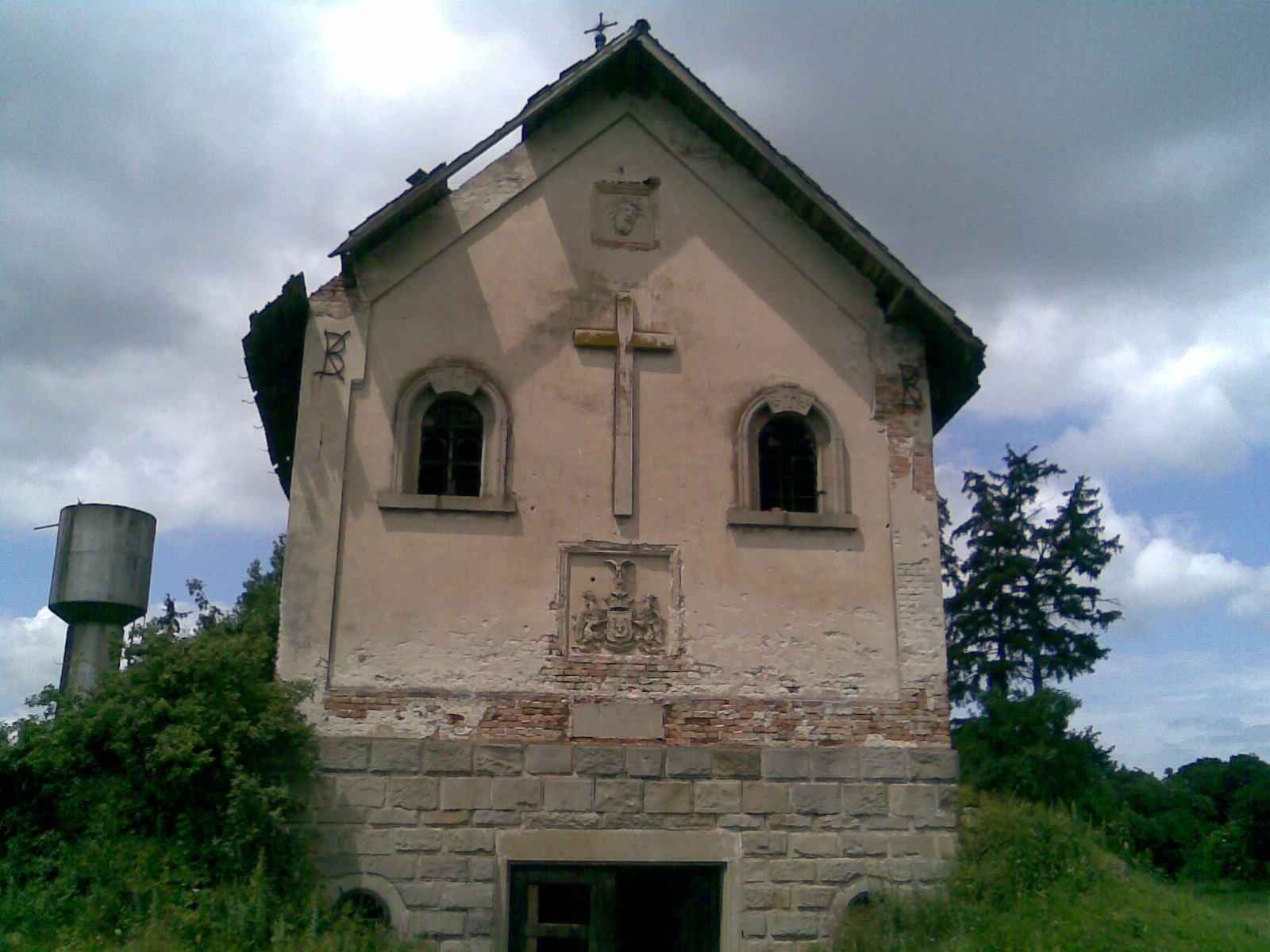

戈利比夫（烏克蘭語：Глібів）是位於烏克蘭西部特諾皮爾州裏喬爾特基夫區的村莊，處於泰納河畔，分別距離赫里邁利夫0.5公里和皮茲南卡1.5公里，始建於1564年，面積3.24平方公里，2001年人口981。